# Sybra laterifuscipennis
Sybra laterifuscipennis là một loài bọ cánh cứng trong họ Cerambycidae.